# Derezovka
Derezovka (in russo Дерезовка?) è un villaggio (selo) della Russia europea sud-occidentale, situato nell'Oblast' di Voronež.